# Serviço Social da Indústria
O Serviço Social da Indústria (SESI) é uma rede de 28 instituições paraestatais brasileiras, sem fins lucrativos, de atuação em âmbito nacional. Foi criado em 1 de julho de 1946 com a finalidade de promover o bem-estar social, o desenvolvimento cultural e educacional. 
O SESI é a maior rede de educação básica do Brasil, fora do governo, com mais de 300 mil estudantes em 450 escolas,  
sendo que tem como objetivo a melhoria da qualidade de vida do trabalhador que atua nas indústrias, de sua família e sua comunidade, apoiando o desenvolvimento do Brasil e sua competitividade. 

## Estrutura

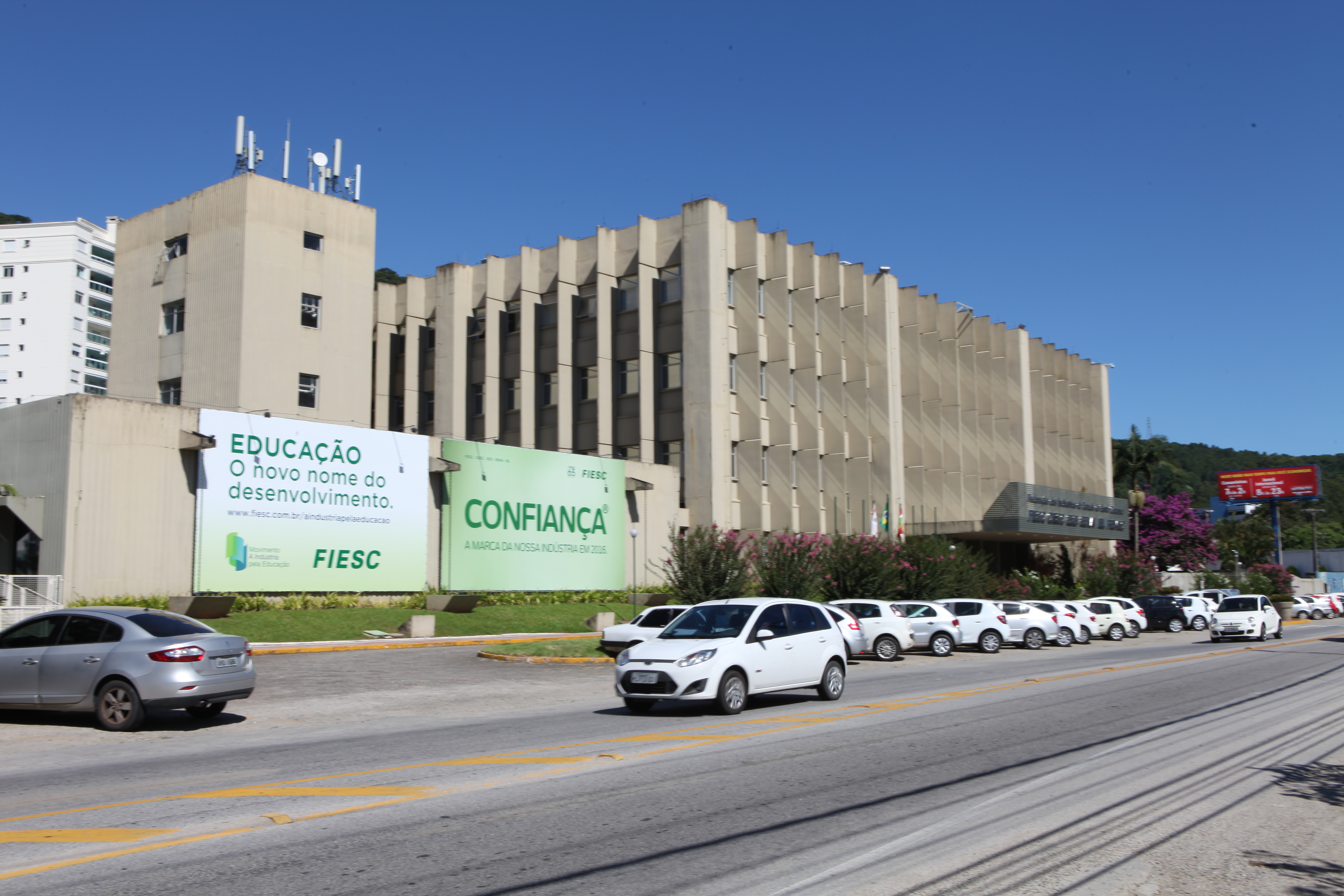
Sede regional do SESI de Santa Catarina.

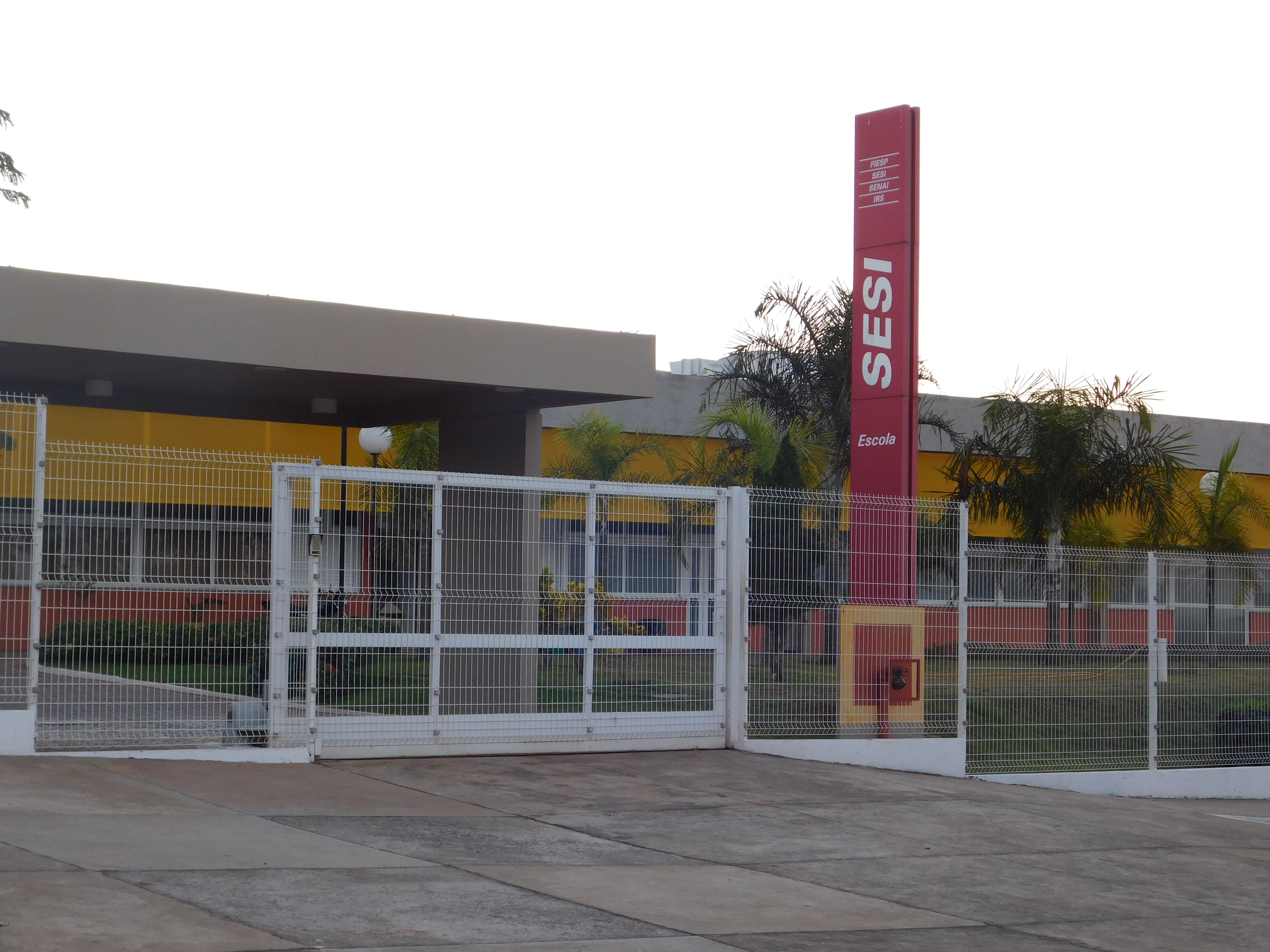
SESI de Descalvado, São Paulo.

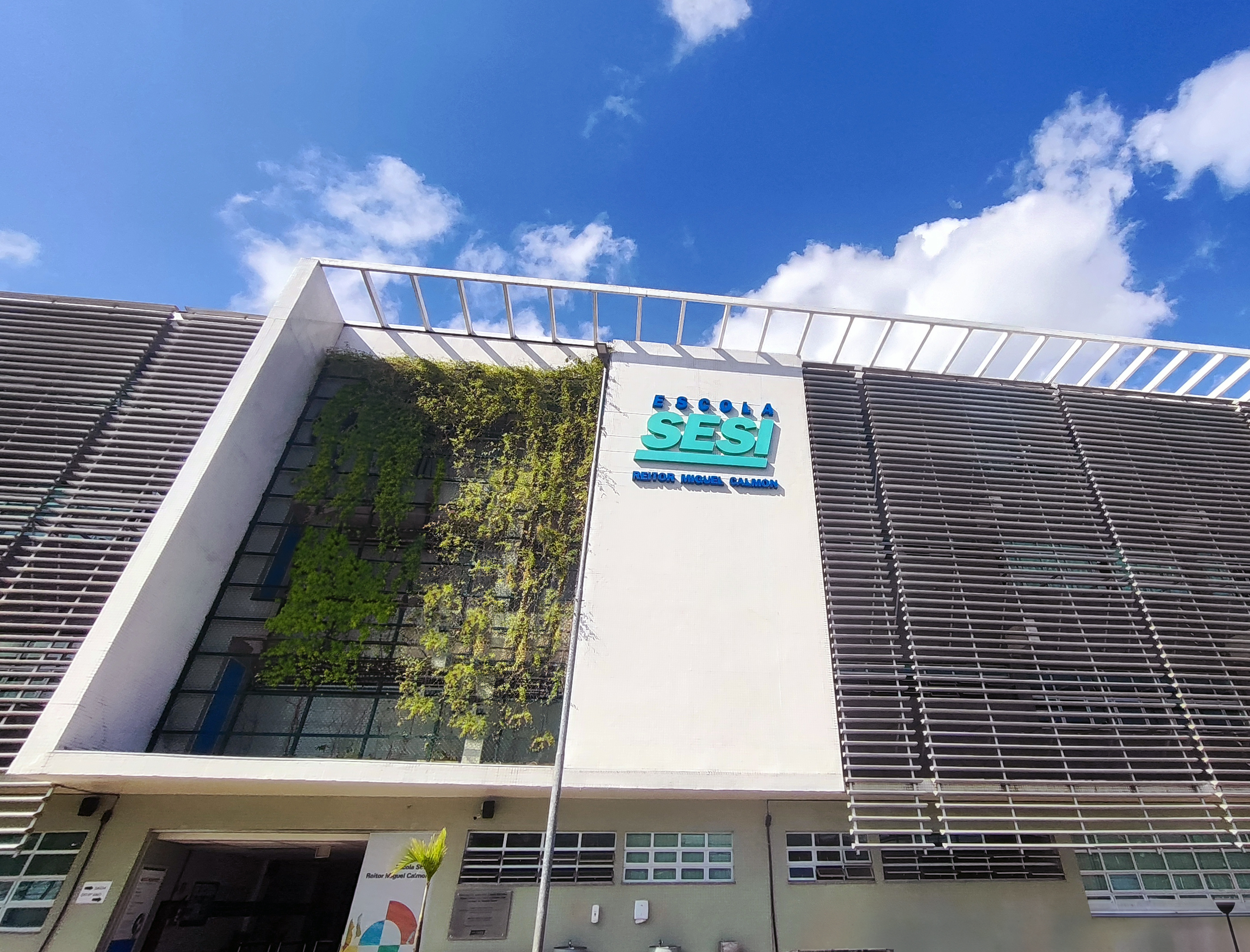
SESI Bahia, Escola SESI Reitor Miguel Calmon (SESI Retiro)

### Conselho nacional
Órgão normativo e fiscalizador do Sistema SESI. Aprova e fiscaliza o orçamento do Departamento nacional e dos Departamentos regionais. Responsável por definir os programas, metas e supervisionar a ação dos projetos de abrangência nacional, como o ViraVida, Cozinha Brasil e o Fórum Nacional do Sistema S. É composto por:

### Departamentos
O Departamento Nacional (DN) do SESI, localizado em Brasília, é responsável pela coordenação dos 27 Departamentos Regionais. É dividido em 3 superintendências: educação, saúde e segurança, e cultura.
Os 27 Departamentos Regionais do SESI (DR) atuam em todas as Unidades Federativas Brasileiras, prestando os serviços de Saúde, Educação e Cultura em seus respectivos estados.

### Financiamento
O financiamento do SESI e o Serviço Nacional de Aprendizagem Industrial (SENAI) foram previstas nos decretos-lei 4.048, de 22 de janeiro de 1942, 4.936, de 7 de novembro de 1942, 6.246, de 5 de fevereiro de 1944 e 9.403, de 25 de junho de 1946. Segundo estes diplomas legais, as referidas contribuições são devidas pelos estabelecimentos industriais, enquadrados como tais pela Confederação Nacional da Indústria (CNI), em vista do que são obrigados ao pagamento de um contribuição mensal para o financiamento da assistência social aos industriários e seus dependentes e para a montagem e custeio das escolas de aprendizagem. A organização também foi acusada de colaborar com o DOPS durante o Regime Militar do Brasil.